# Rhaphidophora peeploides
Rhaphidophora peeploides är en kallaväxtart som beskrevs av Adolf Engler. Rhaphidophora peeploides ingår i släktet Rhaphidophora och familjen kallaväxter. Inga underarter finns listade.